# Arthur Morin
Arthur Jules Morin (19. října 1795 Paříž – 7. února 1880 Paříž) byl francouzský fyzik. Zabýval se experimenty v mechanice a vynalezl Morinův dynamometr. Je původcem výrazu koeficient tření a představil jeho využití.
V roce 1850 byl zvolen zahraničním členem Královské švédské akademie věd. V roce 1859 byl jmenován čestným členem Společnosti inženýrů a stavitelů lodí Skotska.
Morinovo jméno je jedno z jmen, napsaných na Eiffelově věži.